# Hansi Bratmann
Hansi Bratmann war eine österreichische Schwimmerin.

## Leben
Hansi Bratmann war die jüngere Schwester von Margarete Bratmann. Beide betrieben Schwimmsport beim SC Hakoah Wien. Ihre Schwester heiratete den Unternehmer und Vereinsfunktionär Fritz Baltaxe. Hansi Bratmann war zwischen 1931 und 1933 österreichische Meisterin über 100 m Rücken. Bei der ersten Maccabiade 1932 in Tel Aviv gewann sie die Silbermedaille über 100 m Rücken, über 200 m Brust wurde sie Dritte, über 300 m Freistil Vierte. Mit der 4 × 100-m-Freistilstaffel gewann sie die Goldmedaille.
Bratmann floh nach dem Anschluss Österreichs 1938 zusammen mit der Familie ihrer Schwester in die USA.